# Pic Coolidge
Il Pic Coolidge (3.774 m s.l.m.) è una montagna delle Alpi del Delfinato nel Massiccio des Écrins. Prende il nome da William Auguste Coolidge che per primo lo salì il 14 luglio 1877 con Christian Almer e Ulrich Almer.

## Accesso alla vetta

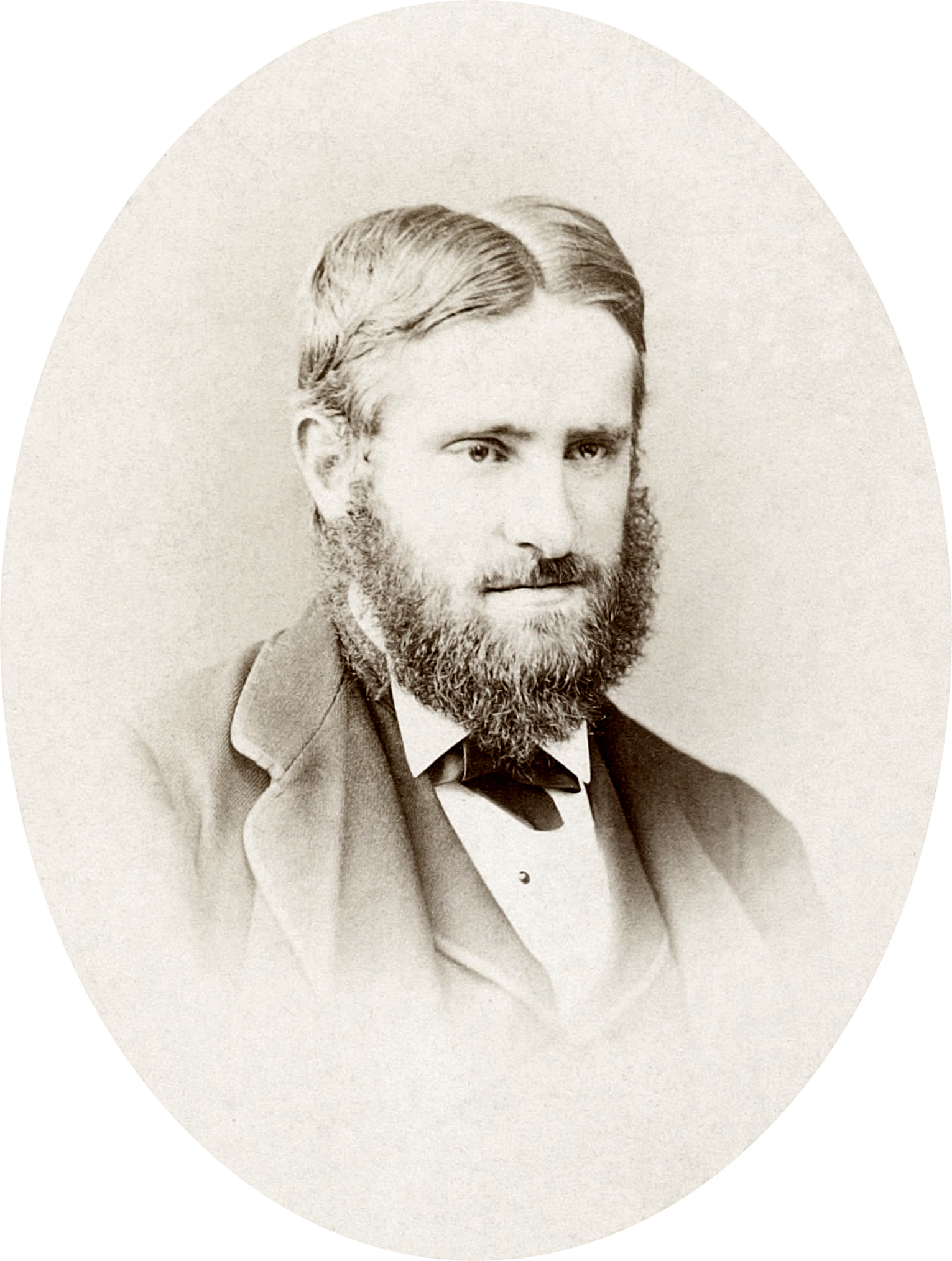
William Auguste Coolidge

La salita, facile per alpinisti equipaggiati, è molto interessante e consigliabile.
Dal comodo rifugio Temple-Ecrins, una partenza notturna e una salita per pietraie conducono al piccolo ghiacciaio del Col de la Temple. Lo si risale in breve fino al col de la Temple, dove si attacca il largo e divertente crestone roccioso (numerosi passi di I e II gr.), che si esaurisce su un pianoro nevoso. Da qui si affronta un pendio di neve fino alla cresta sommitale, breve, orizzontale, e molto panoramica.
A partire dal col della Temple la visuale si apre sul severo bacino di Ailefroide, poi sulla vetta si aggiunge la Barre des Ecrins.